# PACS
PACS je angleški akronim za Physics and Astronomy Classification Scheme, slovensko Razvrstitvena shema fizike in astronomije. Oznake PACS je razvil Ameriški fizikalni inštitut (AIP) in jih uporabljajo v Physical Review od leta 1975. S sistemom oznak so opredeljena področja fizike in astronomije.
Groba razdelitev kategorij:
- 00: splošno
- 10: fizika osnovnih delcev
- 20: jedrska fizika
- 30: atomska in molekulska fizika
- 40: elektromagnetizem, optika, akustika, toplota, klasična mehanika, dinamika tekočin
- 50: fizika plinov, plazme
- 60: trdnine: zgradba, mehanske in toplotne lastnosti
- 70: trdnine: elektronska zgradba, električne, magnetne in optične lastnosti
- 80: interdisciplinarna fizika
- 90: geofizika, astronomija, astrofizika